# Audrey Nabila Monkam
Audrey Nabila Monkam, née le 1er avril 1995 à Tiko, est une reine de beauté camerounaise, élue Miss Cameroun 2020. 
C'est la première candidate anglophone à remporter la couronne de Miss Cameroun.

## Biographie

### Enfance et formation
Originaire de Bali Nyonga au Nord-Ouest, Audrey Nabila Monkam naît le 1er avril 1995 à Tiko, dans la région du Sud-Ouest au Cameroun. Étudiante de l'université de Buéa, elle est titulaire d’une licence en banque et finance.

### Carrière
Audrey Nabila Monkam est élue miss Cameroun 2020. Elle remplace Caroline Nseke qui a été miss Cameroun 2018.
Elle participe au concours Miss Monde 2021 à San Juan, à Porto Rico et le 7 janvier 2022, elle remet la couronne à Julia Samantha Edima. 

### Articles Connexes
- Miss Cameroun
- Miss Cameroun 2020
- Niki Heat